# Внешняя политика Грузии
Внешняя политика Грузии после обретения независимости ориентирована на вступление в НАТО и в ЕС. Грузия также играет роль страны-транзитера между Арменией и Россией, между Азербайджаном и остальной Европой. По состоянию на 2013 год ведущими торговыми партнёрами Грузии являются Турция и Азербайджан. Отношения с Россией в 2008 году были разорваны и остаются напряжёнными.

## Общая характеристика

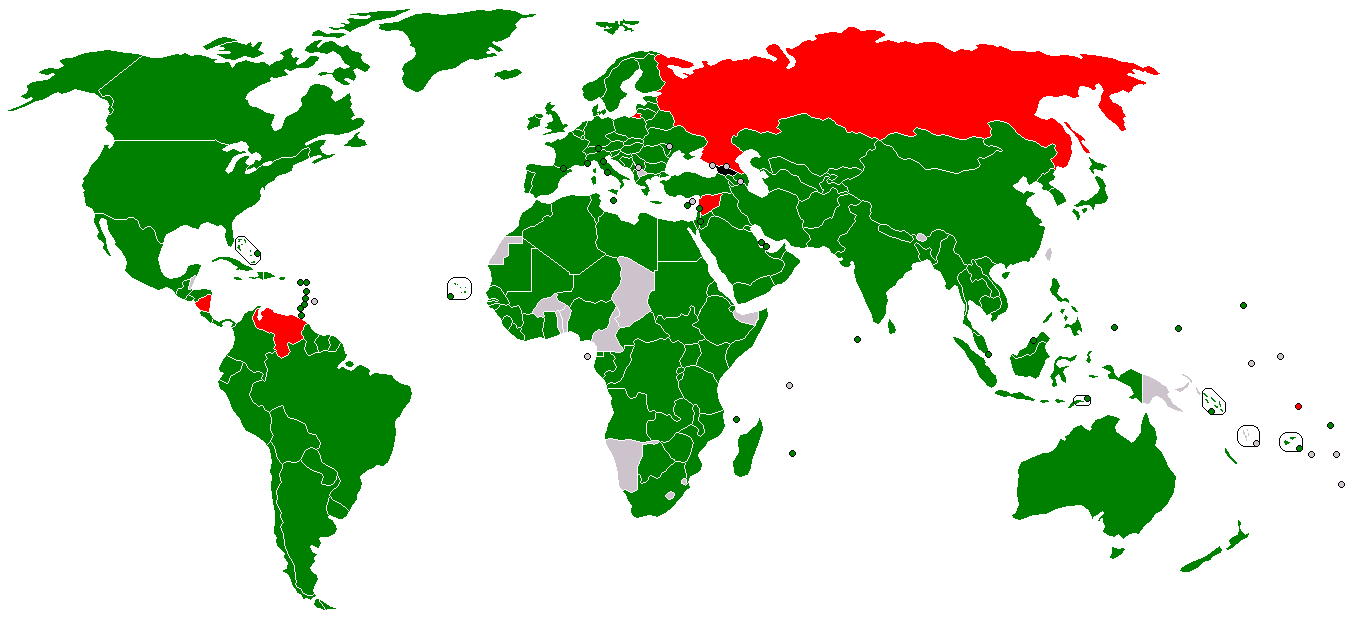
Иностранные отношении Грузии:
Дипломатические отношения
Нет дипломатических отношений
Дипломатические отношения прекращены

Внешнеполитическое значение Грузии в значительной степени сводится к её выгодному положению страны-транзитера. Именно через Грузию идёт транзит азербайджанских углеводородов в Турцию и в ЕС. Армения из-за конфликта с Азербайджаном также вынуждена вести свою внешнюю торговлю с Россией и Европой через Грузию. Наконец, через Грузию проходит транзит товаров из ЕС в Китай в обход России. На внешнюю политику Грузии сильно влияют её напряжённые отношения с Россией, связанные с влиянием Москвы на Абхазию и Южную Осетию. В силу этого Грузия поддерживает тёплые отношения с Украиной, а также с Азербайджаном, которые выступают за сохранение границ. Вместе с ними Грузия входит в региональный блок ГУАМ. Также грузинские власти разрывают дипломатические отношения со всеми странами, кто признаёт независимость Абхазии и Южной Осетии. Грузия входит в ООН и Совет Европы. Это первое государство, которое вышло из СНГ.

## Отношения с Турцией и Азербайджаном
Для Турции Грузия является рынком сбыта (в 2007 году вступило соглашение о свободной торговле между двумя странами). Также Анкара рассматривает Грузию как транзитную территорию, прежде всего для азербайджанских углеводородов. 
В 1994 году заключён контракт на строительство нефтепровода Баку — Тбилиси — Джейхан (пущен в 2006 году), в 1999 году был пущен газопровод Баку — Супса, в 2007 году открыт трубопровод Баку — Тбилиси — Эрзерум, в том же 2007 году начато строительство железной дороги Баку — Тбилиси — Карс, а 30 октября 2017 года состоялась официальная церемония открытия железнодорожного сообщения.

## Отношения с Россией
Отношения с Россией напряжены из-за военного присутствия России на территориях Абхазии и Южной Осетии, характеризуемого как оккупация парламентом Грузии и рядом международных организаций. В 2008 году, вскоре после российско-грузинской войны, Россия признала независимость Абхазии и Южной Осетии. В ответ Грузия разорвала дипломатические отношения с Россией и вышла из СНГ. 
Во внешнеэкономическом плане Россия первые годы независимости Грузии занимала ведущую позицию в грузинской внешней торговле, являясь крупным покупателем, в частности грузинских вин и минеральной воды. Однако в 2006 году Роспотребнадзор запретил ввоз в РФ вина и виноматериалов из Грузии. Также под запрет попали поставки минеральной воды «Боржоми» и «Набеглави» как не отвечающей российским требованиям по качеству. В ответ делегация Грузии заблокировала продолжение переговоров по вступлению России в ВТО. Также грузинские спецслужбы задержали нескольких российских военнослужащих, проходивших службу в Группе российских войск в Закавказье, по подозрению в шпионской деятельности (вскоре они были отпущены). 
Также постепенно снизилась зависимость Грузии от поставок российских энергоносителей. До 2006 года Россия была единственным поставщиком природного газа в Грузию, но ввод в эксплуатацию газопровода Баку-Тбилиси-Эрзерум изменил эту ситуацию. В 2006 году завершение ремонтных работ и реконструкции на Ингурской ГЭС позволило прекратить импорт электроэнергии из России в летнее время. 
Ослаблению двустороннего сотрудничества способствовал вывод из Батуми и Ахалкалаки российских военных баз. 
11 октября 2010 года президент Грузии Михаил Саакашвили подписал указ, по которому при пересечении границы гражданами России, которые прописаны в Чечне, Ингушетии, Северной Осетии, Дагестане, Кабардино-Балкарии, Карачаево-Черкесии и Адыгее, будет задействован 90-дневный безвизовый режим. МИД России расценил это решение грузинских властей как провокацию. 
В 2014 году отношения вновь ухудшились, так как Грузия присоединилась к санкциям, наложенным на Россию за начало войны на Донбассе.
В 2024 году, на фоне фактического двоевластия после парламентских и президентских выборов, контролируемое партией «Грузинская мечта» правительство Грузии заявило, что собирается восстановить дипломатические отношения с Россией.

## Отношения с США
США в 1992 году одними из первых признали независимость Грузии. 
США оказывают Грузии помощь в экономической, военной, государственной сферах. 
Действуют программы по совершенствованию грузинских ВС. 
Деятельность по распределению и использованию американской помощи в Грузии осуществляет Агентство международного развития США (USAID), при помощи которого проходит обучение государственных чиновников, выработка годового бюджета, налогового законодательства, информационные программы, оказываются различные виды гуманитарной помощи.

## Грузия и НАТО
Начало отношениям между НАТО и Грузией было положено в 1992 году, когда получившая самостоятельность Грузия вступила в Совет североатлантического сотрудничества (переименованный в 1997 году в Совет евро-атлантического партнёрства). С присоединением Грузии к программе «Партнёрство ради мира» (1994) и к программе «Процесс планирования и анализа» (1999) это сотрудничество углубилось и расширилось.
После революции 2003 года Грузия стала стремиться к укреплению связей с НАТО, с перспективой вступления в эту организацию. Это стремление было поддержано в апреле 2008 года на саммите НАТО в Бухаресте. Проблемой в отношениях между НАТО и Грузией является присутствие российских войск на территории Абхазии и Южной Осетии, самостоятельность которых Россия признала в августе 2008 года после войны в Грузии.

## Грузия и Европейский союз
Грузия и Европейский союз длительное время поддерживают дружественные отношения, основанные на ясно выраженном желании Грузии стать членом Европейского союза. В 2009 году Грузия вошла в программу ЕС «Восточное партнёрство». В 2014 году Грузия подписала Соглашение об ассоциации с Европейским союзом и участвует в таких программах ЕС, как Европейская политика соседства, Евроконтроль и TRACECA (англ. Transport Corridor Europe-Caucasus-Asia), а также имеет с 28 марта 2017 года безвизовый режим с ЕС, который позволяет гражданам Грузии посещать страны ЕС, кроме Ирландии, с туристическими, деловыми и культурными целями.